# Grand Prix Jef Scherens 1994
La 28e édition du Grand Prix Jef Scherens a eu lieu le 4 septembre 1994. Elle a été remportée par l'Italien Mauro Bettin.

## Classement final
Mauro Bettin remporte la course en parcourant les 173 km en 4 h 28 min 0 s à la vitesse moyenne de 38,731 km/h ; 121 coureurs ont pris le départ.
| Classement final | Classement final  | Classement final | Classement final            | Classement final  |
|                  | Coureur           | Pays             | Équipe                      | Temps             |
| ---------------- | ----------------- | ---------------- | --------------------------- | ----------------- |
| 1er              | Mauro Bettin      | Italie           | GB-MG Maglificio-Bianchi    | en 4 h 28 min 0 s |
| 2e               | Johan Verstrepen  | Belgique         | Collstrop-Naessens-Concorde |                   |
| 3e               | Jans Koerts       | Pays-Bas         | Festina-Lotus               |                   |
| 4e               | Peter Wuyts       | Belgique         |                             |                   |
| 5e               | Jesper Skibby     | Danemark         | TVM-Bison-Gazelle           |                   |
| 6e               | Wilfried Nelissen | Belgique         | Histor-Novemail-Laser-Look  |                   |
| 7e               | Carlo Bomans      | Belgique         | GB-MG Maglificio-Bianchi    |                   |
| 8e               | Wilfried Peeters  | Belgique         | GB-MG Maglificio-Bianchi    |                   |
| 9e               | Jacques Jolidon   | Suisse           | Saxon-Selle Italia          |                   |
| 10e              | Jo Planckaert     | Belgique         | Histor-Novemail-Laser-Look  |                   |
| modifier         |                   |                  |                             |                   |